# 야경꾼 일지
《야경꾼 일지》는 2014년 8월 4일부터 2014년 10월 21일까지 MBC에서 방영된 월화드라마이다. 15~16세기 조선을 배경으로 청춘 야경꾼들의 활약을 소재로 다루고 있으며 2010년 대한민국 스토리 공모대전 우수상을 수상한 방지영 작가의 <야경꾼 일지>를 원작으로 하고 있다. 수상 당시 명칭은 "야경꾼일지-고스트버스터즈 조선"이었으며 한국콘텐츠진흥원에 의해 일본에도 소개된 작품이다.

## 줄거리
조선 시대를 배경으로 밤 9시부터 새벽 5시까지의 통행금지 시간에 순찰을 돌며 귀신을 잡던 방범 순찰대인 야경꾼의 이야기를 그린 드라마. 야경꾼일지에서 야경꾼은 조선의 밤을 기찰했던 순라군을 바탕으로 새롭게 탄생시킨 소재이다.

## 등장 인물

### 주요 인물
- 정일우 : 이린(李麟) 역 (아역 김휘수) - 선왕의 적통 왕자. 월광대군. 현재 임금의 이복동생
- 정윤호 : 강무석(姜武錫) 역 (아역 유승용) - 왕(기산군)의 호위 무사로 임금 직속의 감찰부 무관. 이린의 호위 겸 감시 역할
- 고성희 : 도하(桃夏) 역 (아역 이채미) - 태고적부터 백두산 정기를 지키는 당골 집단 마고족의 후계자
- 서예지 : 박수련(朴秀蓮) 역 (아역 강주은) - 박수종의 딸

### 그 외 인물
- 김흥수 : 기산군(氣山君) 역 (아역 이태우) - 이린의 이복형, 선왕 해종의 장자. 현재 조선의 왕
- 서이숙 : 청수대비 역 - 이린의 친 할머니
- 고창석 : 뚱정승 역 - 월광의 수호 귀신. 해종 때의 정승으로 해종을 폐한 후 국청을 당하고 처형
- 이세창 : 송내관 역 - 월광의 수호 귀신. 살아서 이린을 보필, 후에 죽어 귀신이 되어서도 이린을 걱정
- 강지우 : 랑이(浪) 역 - 뚱정승, 송내관과 함께 하는 월광의 수호 귀신
- 이재용 : 박수종 역 - 영상. 수련의 아버지. 조정의 실세
- 김성오 : 사담(使覃) 역 - 본작의 최종 보스. 백두산에 봉인된 이무기를 숭배하는 용신족의 계승자로 세상을 지배하고자 하는 사악한 술사사
- 정우식 : 호조 역
- 윤태영 : 조상헌(趙想憲) 역 - 야경꾼들의 실질적인 리더이자 해종의 신임을 받는 인물
- 문보령 : 모연월(募宴月) 역 - 연하의 영혼이 빙의
- 안정훈 : 천씨(天氏) 역 - 자모전가의 주인, 야경꾼들의 정보원
- 심은진 : 옥매(玉昧) 역 - 자모전가의 여주인, 야경꾼들에게 아지트를 제공
- 조아영 : 홍초희(洪草姬) 역
- 조달환 : 맹사공(孟社共) 역 - 조상헌과 함께 본디 귀신을 퇴치하던 야경꾼
- 이하율 : 대호 역

### 특별출연
- 최원영 : 해종(該宗) 역 - 선왕, 이린과 기산군의 아버지
- 유다인 : 연하(聯河) 역 - 백두산 마고족의 무녀로 도하 언니
- 김결 : 몽달귀신 역
- 김소연 : 강인화 역
- 송이우 : 중전 민씨 역 - 해종의 왕비. 이린의 어머니.
- 앨리스 : 매향 역 - 조선시대 최고 기생
- 이우민 : 억귀 역
- 조이현 : 영근 역
- 서지연 : 시녀귀신 역
- 윤종원 : 군관 역
- 박경혜
- 맹봉학

## 시청률
최저 시청률과 최고 시청률은 시청률 조사회사와 지역별로 시청률에 차이가 있을 수 있습니다.
| 2014년      | 2014년      | 2014년         | 2014년       | 2014년         | 2014년       |
| 회차        | 방송일      | TNmS 시청률    | TNmS 시청률  | AGB 시청률     | AGB 시청률   |
| 회차        | 방송일      | 대한민국(전국) | 서울(수도권) | 대한민국(전국) | 서울(수도권) |
| ----------- | ----------- | -------------- | ------------ | -------------- | ------------ |
| 제1회       | 8월 4일     | 11.8%          | 14.4%        | 10.9%          | 12.1%        |
| 제2회       | 8월 5일     | 11.5%          | 14.3%        | 10.8%          | 11.7%        |
| 제3회       | 8월 11일    | 11.2%          | 13.3%        | 11.0%          | 11.7%        |
| 제4회       | 8월 12일    | 12.1%          | 14.8%        | 11.3%          | 12.1%        |
| 제5회       | 8월 18일    | 12.0%          | 14.3%        | 12.1%          | 13.4%        |
| 제6회       | 8월 19일    | 13.3%          | 16.7%        | 12.7%          | 14.3%        |
| 제7회       | 8월 25일    | 12.3%          | 15.1%        | 12.2%          | 13.2%        |
| 제8회       | 8월 26일    | 12.6%          | 15.0%        | 12.1%          | 13.0%        |
| 제9회       | 9월 2일     | 11.3%          | 13.7%        | 12.1%          | 13.9%        |
| 제10회      | 9월 2일     | 8.5%           | 10.5%        | 8.6%           | 9.8%         |
| 제11회      | 9월 8일     | 10.3%          | 12.8%        | 9.6%           | 10.4%        |
| 제12회      | 9월 9일     | 12.1%          | 14.7%        | 11.6%          | 12.9%        |
| 제13회      | 9월 15일    | 10.9%          | 13.3%        | 11.3%          | 13.5%        |
| 제14회      | 9월 16일    | 12.1%          | 14.6%        | 12.2%          | 14.2%        |
| 제15회      | 9월 22일    | 10.4%          | 12.5%        | 10.3%          | 11.3%        |
| 제16회      | 9월 23일    | 10.3%          | 12.2%        | 9.5%           | 10.0%        |
| 제17회      | 9월 29일    | 10.1%          | 13.6%        | 10.5%          | 11.9%        |
| 제18회      | 9월 30일    | 9.7%           | 12.2%        | 10.2%          | 10.9%        |
| 제19회      | 10월 6일    | 9.9%           | 12.6%        | 9.3%           | 10.3%        |
| 제20회      | 10월 7일    | 10.5%          | 13.4%        | 9.7%           | 10.6%        |
| 제21회      | 10월 13일   | 9.9%           | 12.6%        | 9.3%           | 10.2%        |
| 제22회      | 10월 14일   | 10.8%          | 13.2%        | 11.5%          | 12.2%        |
| 제23회      | 10월 20일   | 9.1%           | 11.0%        | 11.5%          | 12.8%        |
| 제24회      | 10월 21일   | 11.7%          | 14.6%        | 12.5%          | 14.2%        |
| 평균 시청률 | 평균 시청률 | 11.0%          | 13.6%        | 11.0%          | 12.1%        |

## 수상
- 2014년 MBC 연기대상 특별기획 부문 최우수 연기상 정일우
- 2014년 MBC 연기대상 여자 신인상 고성희

## 결방 사유 및 연속 방송
- 2014년 9월 1일 : 상암시대 개막특집 〈무한드림 MBC〉 방송으로 인해 결방.[4]
- 2014년 9월 2일 : 밤 10시부터 2회 연속방송 (9회, 10회)

## 동시간대 드라마
- KBS 월화드라마

《트로트의 연인》 (2014년 6월 23일 ~ 2014년 8월 12일)
《연애의 발견》 (2014년 8월 18일 ~ 2014년 10월 7일)
《내일도 칸타빌레》 (2014년 10월 13일 ~ 2014년 12월 2일)
- SBS 월화드라마

《유혹》 (2014년 7월 14일 ~ 2014년 9월 16일)
《비밀의 문: 의궤 살인 사건》 (2014년 9월 22일 ~ 2014년 12월 9일)

## 참고 사항
- 김성오, 심은진은 2002년에 개봉한 영화 《긴급조치 19호》 이후로 12년 만에 재회하는 작품이다.